# Козиці (Серпецький повіт)
Козиці (пол. Kozice) — село в Польщі, у гміні Ґоздово Серпецького повіту Мазовецького воєводства.
У 1975-1998 роках село належало до Плоцького воєводства.